# M3 Scout Car
M3 Scout Car var en amerikansk pansarbil i tjänst under andra världskriget. Den var känd som White Scout Car, efter tillverkaren, White Motor Company. Fordonet användes i olika roller som bland annat patrullering, spaning, kommandofordon, ambulans och artilleritraktor.

## Tidigare användare
- Australien
- Belgien
- Brasilien
- Kambodja
- Kanada
- Chile
- Kina
- Tjeckoslovakien
- Dominikanska republiken
- Frankrike
- Nazityskland - Använde erövrade fordon på västfronten under andra världskriget.
- Grekland
- Israel
- Libanon -  Gendarmeri och Libanons flygvapen 1949-1959.
- Laos
- Norge
- Filippinerna
- Polen
- Portugal
- Sydvietnam
- Storbritannien
- Sverige - Använde erövrade fordon under Kongokrisen vilka ingick i P 6 Kongo.
- USA
- Sovjetunionen
- Jugoslavien
- Zaire